# Kicukiro (Sektor)
Kicukiro (Kinyarwanda Umurenge wa Kicukiro) ist einer von 10 Sektoren des Distrikts Kicukiro in Kigali, Ruanda.

## Geographie
Der Sektor hat eine Fläche von 2,0 km² und liegt auf einer Höhe von etwa 1470 m. Nachbarsektoren sind im Nordosten Remera, im Osten Niboye, im Süden Gatenga, im Westen Gikondo und im Nordwesten Kimihurura. Der Sektor unterteilt sich in die vier Zellen Gasharu, Kagina, Kicukiro und Ngoma.

## Bevölkerung
Nach Stand der Volkszählung von 2022 liegt die Einwohnerzahl bei 14.039. Zehn Jahre zuvor waren es 16.450, was einem jährlichen Bevölkerungsrückgang von 1,6 Prozent zwischen 2012 und 2022 entspricht.

## Behörden
Innerhalb des Sektors befindet sich der Hauptsitz des Gesundheitsministeriums.

## Verkehr
Entlang der Ostgrenze verläuft die Nationalstraße 4.